# Boixos de Puigdomènec

Els Boixos de Puigdomènec, respecte del terme de Castellcir

Els Boixos de Puigdomènec són uns boixos monumentals del terme municipal de Castellcir, a la comarca del Moianès.
Estan situats a l'est-nord-est de la masia de Puigdomènec, a prop de la masia i també a prop del termenal amb Sant Quirze Safaja. Es troba al nord-est de Can Curt. Són a prop de la Font de Puigdomènec, a l'esquerra del Tenes.